# استیون کازن
استیون کازن، (به انگلیسی: Stephen Chazen) (زاده ۱۹۴۶) کارآفرین، بازرگان و مدیر ارشد اجرایی آمریکایی است، که در حال حاضر به‌عنوان مدیر عامل اجرایی شرکت اکسیدنتال پترولیوم فعالیت می‌کند.